# 横田豊一郎
横田 豊一郎（よこた とよいちろう、1892年（明治25年）2月20日 - 1980年（昭和55年）5月26日）は、日本の陸軍軍人。最終階級は陸軍中将。

## 経歴
徳島県出身。1913年（大正2年）5月、陸軍士官学校（25期）を卒業。同年12月、陸軍歩兵少尉に任官した。
1933年（昭和8年）1月、歩兵少佐に進級。1935年（昭和10年）3月、陸士付となり、同年8月、歩兵中佐に昇進した。1938年（昭和13年）7月、歩兵大佐に進み陸軍経理学校生徒隊長に就任。
1939年（昭和14年）5月、歩兵第33連隊長に発令され 日中戦争に出征したが、まもなく内地に帰還した。1940年（昭和15年）12月、支那派遣軍付となり中国戦線に出征。1941年（昭和16年）1月、中支那下士官候補者隊長に転じた。
1942年（昭和17年）8月、陸軍少将に進級し第5独立守備隊長に発令され満州に赴任。1944年（昭和19年）5月、前橋陸軍予備士官学校長に発令され帰国。同年7月、東部軍司令部附を経て、独立混成第66旅団長に発令され伊豆諸島・新島の警備に従事。1945年（昭和20年）4月、陸軍中将に進み、同年5月、陸軍歩兵学校付となる。同年6月、第344師団長に発令され、高知県宿毛で本土決戦に備える中で終戦を迎えた。1947年（昭和22年）11月28日、公職追放仮指定を受けた。
1980年5月、老衰のため大阪府豊中市の国立豊中病院で死去した。